# سباستین کابوت
سباستین کابوت (Sebastian Cabot) (ایتالیایی و ونیزی: سباستینو کابوتو) (Sebastiano Caboto) (اسپانیایی: سباستین کابوتو، گابوتو یا کابوت) (Sebastián Caboto، ‏Gaboto یا Cabot) (زادهٔ حدود ۱۴۷۴ تا حدود دسامبر ۱۵۵۷ میلادی)، کاوشگر ونیزی بود که احتمالاً در جمهوری ونیز متولد و شهروند آنجا بود. او فرزند کاوشگر ونیزی، جان کابوت (جیوانی کابوتو) و همسر ونیزی‌اش، ماتئا بود.
پس از مرگ پدرش، کابوت سفرهای اکتشافی خود را به نمایندگی از انگلستان، به دنبال گذرگاه شمال غربی از طریق آمریکای شمالی آغاز کرد. او سپس عازم اسپانیا شد، به آمریکای جنوبی سفر کرد، جاییکه ریو دلا پلاتا را کاوش و دو قلعه جدید بنا کرد.

## اوایل زندگی و تحصیلات
حکایت‌ها در مورد مکان و تاریخ تولد سباستین کابوت متفاوت است. مورخ، جیمز ویلیامسون، شواهد مربوط به تاریخ‌های مختلف در دهه ۱۴۸۰ را بررسی کرد و به این نتیجه رسید که سباستین دیرتر از ۱۴۸۴ به دنیا نیامده است، پسر جان کابوت، از ماتئا کابوتو که اهل ونیز بود، شهروند ونیز بود که ریشه‌ای جنوایی یا گائتایی داشت. در اواخر عمر سباستین، برادر بزرگترش لودوویکو و برادر کوچکترش سانتو با نام پدرشان مجوز سلطنتی سفرهای پدرشان را در سراسر اقیانوس اطلس از پادشاه هنری هفتم در مارس ۱۴۹۶ دریافت کردند. برخی از مورخان، از جمله رادنی اسکلتون، معتقدند که آن‌ها هنوز به سن قانونی نرسیده بودند، زیرا در مجوز دریافتی پدرشان در سال ۱۴۹۸، نامی از آن‌ها برده نشده‌است. جان کابوت با کشتی کوچک متیو از بریستول حرکت کرد و در ۲۴ ژوئن ۱۴۹۷ به ساحل «نیو فوندلند» رسید. نظر مورخان در مورد محل پهلو گرفتن کابوت متفاوت است، اما دو مکان احتمالی که اغلب گفته می‌شود، نیوفاندلند و نوا اسکوشیا هستند.

## اوایل دوران حرفه‌ای با انگلیس و اسپانیا
در سال ۱۵۰۴، سباستین کابوت با استفاده از دو کشتی: جیزز آف بریستول و گابریل آف بریستول، سفری را از بریستول به دنیای جدید رهبری کرد. کشتی‌ها به ترتیب توسط ریچارد ساوری و فیلیپ کتینر فرماندهی شدند، رابرت تورن و هیو الیوت آن‌ها را مجهز کردند. آن‌ها مقدار معینی ماهی شور با خود آورده بودند که نشان می‌دهد این سفر حداقل تا حدودی تجاری بوده‌است و ممکن است، سفرهای دیگر شامل ماهی‌گیری نیز باشد.
در سال ۱۵۰۸–۱۵۰۹ کابوت یکی از اولین سفرهای اکتشافی را برای یافتن یک گذرگاه شمال غربی از طریق آمریکای شمالی رهبری کرد.
در سال ۱۵۱۲، کابوت توسط هنری هشتم به عنوان نقشه‌کش استخدام شد تا نقشه‌ای از گاسکونی و گین را برای پادشاه فراهم کند. در همان سال او گروه اکتشافی مارکس دورست، به اسپانیا را همراهی کرد. جاییکه فردیناند پنجم او را کاپیتان کرد. کابوت باورداشت که اسپانیا بیشتر به اکتشافات بزرگ علاقه دارد، اما امیدهای او برای جلب حمایت فردیناند با مرگ پادشاه از دست رفت. در آشفتگی‌های پس از آن، هیچ برنامه‌ای برای سفرهای جدید انجام نشد و کابوت به انگلستان بازگشت.
محقق و مترجم/کارمند دولتی ریچارد ادن که در اواخر عمر خود با کابوت آشنا شده بود، معروف به کاوشگر «حکومت» یک سفر دریایی در حدود سال ۱۵۱۶ تحت پرچم انگلیس انجام داده‌است. این اتفاق، توسط تعدادی از نویسندگان انگلیسی، به‌ویژه در آغاز قرن نوزدهم، پذیرفته و توضیح داده شده‌است. رادنی اسکلتون، نویسندهٔ واردکننده نام کابوت در دیکشنری زندگی‌نامه کانادایی، متن ادن را به سفری شناخته شده در سال ۱۵۱۷ مرتبط دانست که در واقع بی‌نتیجه و ناقص ماند، اما مشخص نیست که این مسئله شامل کابوت می‌شود یا خیر. در حالی که مورخ، آلوین رودوک داستان ادن را در مورد مخالفت کابوت با نقشه‌های توماس اسپرت، ارباب آینده کشتی پادشاه مری رز، به سفر کاوشی ۱۵۰۸–۱۵۰۹، منتقل کرد.
تلاش کابوت در سال ۱۵۲۱ برای گردهم آوردن و رهبری یک سفر اکتشافی انگلیسی به آمریکای شمالی به خوبی ثابت شده‌است. او از حمایت هنری هشتم و کاردینال ولسی برخوردار بود و پیشنهادهایی برای حمایت مالی و تأمین کشتی از سوی تاجران بریستول و لندن داشت. اما شرکت دریپرز، بی‌اعتمادی خود را به سباستین ابراز کرد و منابع مالی را محدود نمود. پاسخ سایر شرکت‌ها، نامعین است. پس پروژه رها شد و کابوت به اسپانیا بازگشت.

## ازدواج‌ها و خانواده
کابوت با جوآنا ازدواج کرد (بعدها در اسناد اسپانیایی به نام جانا ثبت شد) آن‌ها قبل از سال ۱۵۱۲، سالی که او شروع به خدمت‌گذاری به اسپانیا کرد، صاحب فرزند شدند. در همان سال او به لندن بازگشته بود تا همسر و خانواده‌اش را به سویل بیاورد، ۱۴ سپتامبر ۱۵۱۴، همسرش مرد. در میان فرزندان او دختری به نام الیزابت بود. مرگ دختری که نامش مشخص نیست در سال ۱۵۳۳، نیز ثبت شده‌است.
کابوت دوباره در سال ۱۵۲۳ با کاتالینا دمدرانو، بیوه فاتح بزرگ، پدرو باربا، در اسپانیا ازدواج کرد. معلوم نیست که حاصل این ازدواج، فرزندی بوده‌است یا خیر. با توجه به اینکه در وصیت‌نامه اسپانیایی کاتالینا (۱۵۴۷) و سباستین (۱۵۴۸)، از خواهرزاده‌های کاتالینا به عنوان وارثان آن‌ها نام برده شده‌است، بعید به نظر می‌رسد که در زمان مرگ کاتالینا، این زوج فرزندانی از ازدواج خود داشته باشند. کاتالینا در دوم سپتامبر ۱۵۴۷ درگذشت.

## سال‌های اخیر زندگی
در سال ۱۵۵۳، کابوت در مورد سفری به چین و پیوستن مجدد به خدمت چارلز پنجم با ژان شیفو، سفیر پادشاه در انگلستان گفتگو کرد. در این میان، کابوت مذاکرات خود را با ونیز دوباره آغاز کرده بود، اما با آن جمهوری به توافق نرسید. پس از این، او مشاور «سرمایه‌گذاران انگلیسی برای کشف گذرگاه شمال غربی» شد. او به عنوان رئیس در سال ۱۵۵۳ عضو شرکت ماسکووی شد و به همراه جان دی برای آماده‌شدن به سفری با رهبری سر هیو ویلوبی و ریچارد چنسلر کمک کرد. او رئیس هیئت دولت مادام‌العمر «شرکت ماجراجویان بازرگان» شد و سفر ۱۵۵۷ استیون بورو را فراهم کرد. در فوریه ۱۵۵۷ او از سمت رئیس هیئت مدیره شرکت مسکوی بازنشسته شد. نام وی به عنوان مستمری بگیر سه‌ماهه، ثبت شد که اولین مستمری او پرداخت شد. شخصی مستمری او را در ژوئن و سپتامبر ۱۵۵۷ برداشت کرد و در ماه دسامبر کسی مستمری او را دریافت نکرد و این نشان می‌دهد که او تا آن زمان مُرده بود.

## اشتهار
از اواخر قرن شانزدهم تا اواسط قرن نوزدهم، مورخان بر این باور بودند که در اواخر دهه ۱۴۹۰، سباستین کابوت، به جای پدرش جان، گروه‌های اعزامی معروف بریستول را رهبری می‌کرد که منجر به کشف اروپایی‌ها، یا کشف مجدد پس از وایکینگ‌ها، از آمریکای شمالی شد. به نظر می‌رسد که این خطا به گزارش‌های سباستین در دوران کهولت او نسبت داده شده‌است.
ای.سی.اچ. اسمیت، یک رمان دربارهٔ زندگی او نوشت، سباستین ناوبر (وایدن‌فلد و نیکلسون، ۱۹۸۵).

## ارجاعات
1. ↑  James A. Williamson, The Cabot Voyages and Bristol Discovery under Henry VII (Hakluyt Society, 2nd Series no 120, 1962), pp. 33-6
2. ↑  C. Raymond Beazley, John and Sebastian Cabot (London and New York, 1898), p.77
3. ↑  O. Hartig, "John and Sebastian Cabot", The Catholic Encyclopedia (New Advent, 1908), accessed 24 April 2015
4. ↑  Skelton, R.A. (1979) [1966]. "Cabot, Sebastian".  In Brown, George Williams (ed.). Dictionary of Canadian Biography. Vol. I (1000–1700) (online ed.). University of Toronto Press.
5. ↑  Ruddock, Alwyn A. (1974). "The Reputation of Sebastian Cabot". Historical Research. 47 (115): 95–99. doi:10.1111/j.1468-2281.1974.tb02183.x.
6. ↑  James Williamson, Cabot Voyages and Bristol Discovery under Henry VII (Cambridge University Press, 1962), p.281; Heather Dalton, Merchants and Explorers: Roger Barlow, Sebastian Cabot, & Networks of Atlantic Exchange 1500-1560 (Oxford 2016), p. 34
7. ↑  Sebastian Münster, translated Richard Eden, A treatyse of the newe India (1553), preface
8. ↑  Thomas Southey, Chronological History of the West Indies, Longman, et al. , (1827) p. 127; Sir Harry Johnston, Pioneers in Tropical America, Read Books, 2006, p. 101 ISBN 1-4067-2269-3; Robert Kerr, A General History and Collection of Voyages and Travels, W. Blackwood, 1824, pp. 11–12
9. ↑  Murphy, Patrick J.; Coye, Ray W. (2013). Mutiny and Its Bounty: Leadership Lessons from the Age of Discovery. Yale University Press. ISBN 978-0-300-17028-3.
10. ↑  David Beers Quinn, England and the Discovery of America 1481-1620 (London, 1974), pp. 163-9
11. ↑  David Beers Quinn, England and the Discovery of America 1481-1620 (London, 1974), pp. 144-7
12. ↑  Heather Dalton, Merchants and Explorers: Roger Barlow, Sebastian Cabot, & Networks of Atlantic Exchange 1500-1560 (Oxford, 2016), pp. 63-71, 127-8.
13. ↑  Royall, Tyler, ed. , Calendar State Papers Spanish, vol. 11 (1916), pp. 30–32, 38–39.
14. ↑  "Dee Biography".
15. ↑  Wright, Helen Saunders (1910). The Great White North: The Story of Polar Exploration from the Earliest Times to the Discovery of the Pole. The Macmillan Company. p. 6. helen wright great white north.
16. ↑  Peter E. Pope, The Many Landfalls of John Cabot (University of Toronto Press, 1997), pp. 58–64.
17. ↑  Henry Harrisse, John Cabot, the Discoverer of North-America and Sebastian, his Son (London, 1896), pp. 115–25.